# William Guthrie

William Guthrie

William Guthrie (1620–1665) was een Schots puriteins predikant. 
Guthrie werd in 1620 te Pitforthy in het Schotse raadsgebied Angus geboren. Hij was de oudste zoon van een gezin van vijf kinderen. Hij studeerde theologie aan de Universiteit van St Andrews. Zijn neef James Guthrie was daar benoemd tot docent en Samuel Rutherford was daar sinds 1639 professor in de godgeleerdheid. Vanwege de prediking van Samuel Rutherford kwam William Guthrie tot bekering. Na zijn studie werd hij beroepen te Fenwick. Omdat William Guthrie tot de covenanters behoorde wilde de landheer van Fenwick niet in de beroeping bewilligen. William Guthrie had echter in zijn gemoed de zekerheid dat God hem naar Fenwick riep en schreef de ouderlingen om niet mismoedig te zijn en de zaak aan God te bevelen. Inderdaad werden na korte tijd de bezwaren bij de landheer weggenomen en in november 1644 werd William Guthrie op de leeftijd van 24 jaar in het ambt bevestigd. De gemeente van Fenwick was in het begin weinig kerkelijk. Maar onder de prediking van Guthrie werd Fenwick een ernstige gemeente. Over Guthries twintigjarige bediening te Fenwick zegt Matthew Crawford, predikant van het naburige Eastwood: Hij bekeerde en bevestigde vele honderden zielen en werd beschouwd als de een van de grootste predikers in Schotland. In 1664 werd Guthrie afgezet als predikant omdat hij de koning niet als het hoofd van de kerk erkende. Zondag 24 juli preekte hij voor het laatst. Zijn tekst was Hosea 13:9: Het heeft u bedorven o Israël, maar in Mij is hulp. Zijn ziekte nam daarna toe en kort daarop, op 10 oktober 1665, stierf hij in Brechin op 45-jarige leeftijd. 
Zijn voornaamste werk is het boek Des Christens Groot Interest (oorspronkelijk titel: The Christian's Great Interest). Vanwege dit boek heeft William Guthrie vooral bekendheid gekregen tot op de dag van heden. Dit boek werd voor het eerst gepubliceerd in 1659. Jacobus Koelman vertaalde het in 1668 in het Nederlands. John Owen verklaarde: Ik heb vele boeken geschreven, maar er is meer godgeleerdheid in dit boek dan in hen allen.

## Trivia
- Binnen de bevindelijk gereformeerde kerken in Nederland staat William Guthrie bekend als zogenaamde Oudvader.